# Hovelange
Hovelange (lb. Huewel, niem. Hovelingen) – wieś (Uertschaft) w zachodnim Luksemburgu, w kantonie Redange, w gminie Beckerich. Do 3 października 2015 miejscowość leżała w dystrykcie Diekirch. Liczy 398 mieszkańców (31 grudnia 2022). Do 25 lipca 1846 wieś leżała w gminie Beckerich.  